# Unterseeboot 1006
L'Unterseeboot 1006 ou U-1006 est un sous-marin allemand (U-Boot) de type VIIC/41 utilisé par la Kriegsmarine pendant la Seconde Guerre mondiale.
Le sous-marin est commandé le 14 octobre 1941 à Hambourg (Blohm + Voss), sa quille est posée le 30 janvier 1943, il est lancé le 17 novembre 1943 et mis en service le 11 janvier 1944, sous le commandement de l'Oberleutnant zur See Horst Voigt.
L'U-1006 n'endommage ni ne coule aucun navire au cours des deux patrouilles (12 jours en mer) qu'il effectue.
Il est coulé par la Marine canadienne dans l'Atlantique Nord, en octobre 1944.

## Conception
Unterseeboot type VII, l'U-1006 avait un déplacement de 769 tonnes en surface et 871 tonnes en plongée. Il avait une longueur hors-tout de 67,10 m, un maître-bau de 6,20 m, une hauteur de 9,60 m et un tirant d'eau de 4,74 m. Le sous-marin était propulsé par deux hélices de 1,23 m, deux moteurs diesel Germaniawerft M6V 40/46 de 6 cylindres en ligne de 1 400 cv à 470 tr/min, produisant un total de 2 060 à 2 350 kW en surface et de deux moteurs électriques Brown, Boveri & Cie GG UB 720/8 de 375 cv à 295 tr/min, produisant un total 550 kW, en plongée. Le sous-marin avait une vitesse en surface de 17,7 nœuds (32,8 km/h) et une vitesse de 7,6 nœuds (14,1 km/h) en plongée. Immergé, il avait un rayon d'action de 80 milles marins (150 km) à 4 nœuds (7,4 km/h; 4,6 milles par heure) et pouvait atteindre une profondeur de 230 m. En surface son rayon d'action était de 8 500 milles nautiques (soit 15 700 km) à 10 nœuds (19 km/h).
L'U-1006 était équipé de cinq tubes lance-torpilles de 53,3 cm (quatre montés à l'avant et un à l'arrière) et embarquait quatorze torpilles. Il était équipé d'un canon de 8,8 cm SK C/35 (220 coups), d'un canon antiaérien de 20 mm Flak et d'un canon 37 mm Flak M/42 qui tire à 15 350 mètres avec une cadence théorique de 50 coups par minute. Il pouvait transporter 26 mines TMA ou 39 mines TMB. Son équipage comprenait 4 officiers et 40 à 56 sous-mariniers.

## Historique
Il passe son temps d'entraînement à la 31. Unterseebootsflottille jusqu'au 31 août 1944, puis il rejoint son unité de combat dans la 11. Unterseebootsflottille.
L'U-1006 est équipé d'un Schnorchel vers la mi-1944.
Sa première patrouille est précédée d'un court trajet de Kiel à Bergen. Elle commence le 9 octobre 1944 au départ de Bergen. Après huit jours en mer le 16 octobre 1944, l'U-1006 est détecté par la frégate canadienne HMS Annan (K404) (en), qui largue des charges de profondeur, l'endommageant gravement. Alors que la frégate s’apprête à quitter les lieux, ordre lui est donné avec l'HMCS Loch Achanalt (K424) (en), d'attaquer de nouveau. Forcé de faire surface, l'U-1006 lance une torpille contre le Annan qui approche, laquelle explose prématurément sans causer de dégât. Après avoir éclairé le théâtre de combat, l' Annan ouvre le feu sur l'U-1006, qui répond timidement avec son canon anti-aérien endommagé. Grenadé une seconde fois, l'équipage évacue l'U-Boot, qui coule à la position 60° 59′ N, 4° 49′ O.  
Six des cinquante membres d'équipage meurent dans cette attaque. Les quarante-quatre survivants sont secourus par l' Annan et faits prisonniers de guerre.

## Affectations
- 31. Unterseebootsflottille du 11 janvier 1944 au 31 août 1944 (Période de formation).
- 11. Unterseebootsflottille du 1er septembre 1944 au 16 octobre 1944 (Unité combattante).

## Commandement
- Oberleutnant zur See Horst Voigt du 11 janvier 1944 au 16 octobre 1944.

## Patrouille(s)
|       | Commandant        | Départ            | Départ | Arrivée           | Arrivée | Jours    | Succès |
| ----- | ----------------- | ----------------- | ------ | ----------------- | ------- | -------- | ------ |
|       | Oblt. Horst Voigt | 13 septembre 1944 | Kiel   | 16 septembre 1944 | Bergen  | 4 jours  |        |
| 1     | Oblt. Horst Voigt | 9 octobre 1944    | Bergen | 16 octobre 1944   | Coulé   | 8 jours  |        |
| Total | Total             | Total             | Total  | Total             | Total   | 12 jours | 0 t    |

Note : Oblt. = Oberleutnant zur See